# Istituto Friedrich Schürr
L'Istituto "Friedrich Schürr" è un'associazione che ha come scopo la tutela e la valorizzazione del patrimonio linguistico e della cultura materiale romagnola. L'istituto svolge svariate attività culturali e sociali, organizza interventi nelle scuole e in sedi culturali, convegni, concorsi letterari e altro.
La linea dello Schürr è tesa all'unificazione culturale della Romagna, nell'accoglienza e nella condivisione di tutte le sue particolarità linguistiche e sociali.
Nato il 6 dicembre 1996, l'istituto è intitolato allo studioso austriaco Friedrich Schürr (1888-1980), famoso linguista ed emerito studioso del romagnolo, cui riconobbe per primo la piena dignità di lingua romanza.

## Organizzazione
L'Istituto è retto da un Comitato direttivo, eletto dai soci, che rimane in carica tre anni. Ognuno dei 13 membri è rieleggibile. Secondo lo Statuto, in vigore dal 2004, il Consiglio elegge al proprio interno il Presidente e il Vice Presidente. Il contributo alla vita dell'associazione è volontario. Lo Schürr conta 960 aderenti, fra cui ben 39 associazioni, in tutte le parti d'Italia.

### Serie dei presidenti[1]
- 1997 - 1999: Ermanno Pasini
- 2000 - 2009: Gianfranco Camerani
- 2010 - 2011: Oriana Fabbri
- 2012 - 2014: Cristina Ghirardini
- 2015 - in carica: Carla Fabbri

Il logo ufficiale è stato disegnato dal socio fondatore Nullo Mazzesi.

## Attività editoriale

### La Ludla
L'associazione ha un organo ufficiale, il mensile di dialettologia romagnola «la Ludla» ("piccola luce", "piccola particella di fuoco"), edita da «Il Ponte Vecchio» di Cesena. La rivista ospita scritti, in prosa ed in poesia, di autori romagnoli contemporanei. Scopo della rivista è rappresentare la vitalità della cultura romagnola. Gli argomenti principali trattati sono: storia della lingua romagnola, rapporti con gli idiomi confinanti, fonetica e grafia, etimologia, ricostruzione di lessici settoriali, onomastica e toponomastica.
 
Sopra la testata viene riportato un verso di Dante Alighieri: Poca favilla gran fiamma seconda (Paradiso I, 34). Il disegno a fianco del titolo, raffigurante una famiglia riunita davanti al focolare, è opera del disegnatore e scultore ravennate Giuliano Giuliani (1938), che collabora dai primi numeri.
 
Nata nel dicembre 1997, dal 2001 è una testata giornalistica registrata. Il primo direttore è stato Pietro Barberini (1951-2018); dal settembre 2018 ricopre la carica Ivan Miani. Il direttore editoriale della rivista è Gilberto Casadio. La redazione è composta da: Paolo Borghi, Roberto Gentilini, Alberto Giovannini e Giuliano Giuliani. La segretaria di redazione è Veronica Focaccia Errani.
Per quanto riguarda le regole dell'ortografia romagnola utilizzate nella composizione della Ludla, l'Istituto Schürr indica come punti di riferimento le seguenti opere lessicografiche:
- "Vocabolario comparato dei dialetti romagnoli", che si trova alla fine del secondo volume di Romagna civiltà di Gianni Quondamatteo e Giuseppe Bellosi (Imola, Grafiche Galeati, 1977);
- Regole fondamentali di grafia romagnola (1986), Girasole, Ravenna; opera di un gruppo di studio appositamente costituito[6];
- Daniele Vitali, L'ortografia romagnola, Cesena, Società Editrice "Il Ponte Vecchio".

### Collane edite
Nel settembre 2000 è uscito il primo volume pubblicato dall'Istituto (Romagna di Icilio Missiroli). Dal 2001 le pubblicazioni sono organizzate in due collane: «Tradizioni popolari e dialetti di Romagna» e «Fola fulaja».

#### «Tradizioni popolari e dialetti di Romagna»
I volumi di questa collana sono editi dall'Editrice La Mandragora di Imola.
- Carlo Piancastelli, Studi sulle tradizioni popolari della Romagna [1903, 1931 e 1933], a cura di Giuseppe Bellosi, 2001
- Michele Placucci, Usi, e pregiudizi de' contadini della Romagna [1818], a cura di Giuseppe Bellosi, 2002
- Luciano De Nardis, Romagna popolare. Scritti folklorici 1923-1960, a cura di Eraldo Baldini e Giuseppe Bellosi, 2003
- Giovanni Bacocco (Giovanni Bagnaresi), Antiche orazioni popolari romagnole, a cura di Giuseppe Bellosi e Cristina Ghirardini, 2004
- Giuseppe Gaspare Bagli, Proverbi, usi, pregiudizi, canti, novelle e fiabe popolari in Romagna [tra il 1884 e il 1899], a cura di Giuseppe Bellosi, con un saggio di Angelo Fabi, 2006
- Tradizioni popolari nella Romagna dell'Ottocento [1811], a cura di Brunella Garavini, 2007
- Gilberto Casadio, Vocabolario Etimologico Romagnolo, 2008
- Cino Pedrelli (1913-2012), Meriggio in Romagna, a cura di Roberto Greggi e Giuseppe Bellosi, 2009
- Giancarlo Cerasoli, Brunella Garavini, Guarì guaross, 2010[7]
- Paolo Toschi, Romagna solatia. Per le scuole medie e le persone colte [1925], a cura di Cristina Ghirardini, 2011
- Benedetto Pergoli, Saggio di canti popolari romagnoli [1894], a cura di Cristina Ghirardini (con CD allegato), 2013[8]
- Nino Massaroli, Divagazioni sul folklore romagnolo 1920-1933, 2018[9].

#### «Fola fulaja»
- Rosalba Benedetti (a cura di), U j éra una vôlta, prefazione di Nevio Spadoni, illustrazioni di Franco Vignazia, Ravenna, Tipolitografia Artestampa, 2003, SBN RAV1130198.
- Vanda Budini (a cura di), L’ustarì dal sët burdëli, a cura di Vanda Budini, illustrazioni di Giuliano Giuliani, prefazione di Piergiorgio Brigliadori, Cervia, Centro grafico cervese, 2004, SBN RAV1305521.
- Edda Lippi (a cura di), Streta la foja, lêrga la veja... Ventitré favole e fiabe raccolte da Edda Lippi, illustrazioni di Davide Reviati, Cesena, Il Ponte Vecchio, 2005, ISBN 978-88-8312-767-0.
- Pietro Camminata, Piron del fól / fiabe di Pietro Camminata, raccolte da Giuseppe Bellosi a Villa Vezzano, saggio introduttivo, trascrizioni e traduzioni di Cristina Ghirardini, illustrazioni di Davide Reviati, Cesena, Il Ponte Vecchio, 2010, ISBN 978-88-6541-056-1.

#### Altri volumi editi
- Icilio Missiroli, Romagna, con un saggio introduttivo di Giuseppe Bellosi, Ravenna, Associazione Istituto Friedrich Schurr, 2000, SBN RAV0721906. Ristampa anastatica dell'edizione Bemporad (Firenze, 1924) del sussidiario di cultura regionale e nozioni varie, pubblicato nel 1924 per la scuola dell'obbligo
- Giuseppe Nanni, Romagna solatia dolce paese, con saggio introduttivo di Gilberto Casadio, Cesena, Il Ponte Vecchio, 2011, ISBN 978-88-6541-177-3.  Ristampa anastatica dell'edizione Editoriali Siciliane del 1926
- Daniele Vitali, L'ortografia romagnola. Storia. La pianura ravennate-forlivese. Il dialetto di Careste e il "sarsinate", Santo Stefano di Ravenna (PDF), Cesena, Il Ponte Vecchio, 2013  [2009], ISBN 978-88-8312-889-9.
- Daniele Vitali e Davide Pioggia, Il dialetto di Rimini. Analisi fonologica e proposta ortografica (PDF), in Dọ int una völta - Commedia in tre atti nel dialetto marinaresco di Rimini, di Giovanna Grossi Pulzoni, Cesena, Il Ponte Vecchio, 2010,  pp. 2-9. edito con la collaborazione dell'associazione "Istituto Friedrich Schürr", Ravenna

### Romagna slang
Nel 2017 l'Istituto Schurr ha attivato un canale sulla piattaforma web YouTube ed ha varato l'iniziativa «Romagna slang. In Rumagnôl u s dis...» ("In romagnolo si dice [così]"). Si tratta di videolezioni di qualche minuto in cui viene contestualizzata una parola o un modo di dire della lingua romagnola.  Quando la parola (o l'espressione) viene pronunciata, interviene sulla scena un fine dicitore che spiega, vocabolario alla mano, il suo preciso significato. I testi sono stati curati da Gilberto Casadio, Carla Fabbri e Silvia Togni.
Avviata nel 2018, sono stati caricati 96 video. Grazie a «Romagna slang» l'associazione Schurr si è aggiudicata il Premio Guidarello 2018: ha vinto infatti nella sezione Audiovisivi.
Nel 2021 è nata un'altra iniziativa, Romagna slang... va a treb: video più lunghi (fino a 8-9 minuti) in cui un/una fulèsta racconta una o più storie della tradizione romagnola. Le storie raccontate in Romagna slang... va a treb sono sottotitolate in italiano.

## Attività culturale
L'Istituto Schürr esegue numerosi interventi relativi alla cultura linguistica, soprattutto nelle scuole dell'obbligo, inoltre organizza manifestazioni per il pubblico più vasto.

La più importante di esse si svolge in autunno: è l'annuale Fësta dla Ludla, che ospita sempre un convegno sul romagnolo.
Negli anni dispari l'Istituto organizza E' Fat, concorso di prosa fondato nel 2001 che vede la partecipazione di autori di ogni età, dalla Romagna e da fuori.

Dal 2012 gestisce il concorso di poesia E' Sunet.
Dal 2013 organizza due trebbi poetici all'anno, in località romagnole sempre diverse: uno in primavera e uno in autunno.
Nel 2014 ha istituito un riconoscimento alle personalità che hanno maggiormente contribuito alla divulgazione del romagnolo, l'Argáza d'Arzént. I premiati:
- Arrigo   Casamurata (2014)
- Adolfo Margotti (2014)
- Ruffillo Budellacci (2015)
- Mario   Vespignani (2015)
- Antonio Sbrighi “Tunaci” (2017)
- Giuliano Bettoli (2017)

L'istituto collabora attivamente con il «Centro per il dialetto romagnolo» della Fondazione Casa di Oriani di Ravenna.
L'istituto è stato insignito del Premio "Lilia Flamigni", che viene assegnato alle persone o agli enti che abbiano dato un notevole contributo al teatro romagnolo o alla lingua romagnola.